# Rememoried
Rememoried je nezávislá hra od Vladimíra Kudělky, vystupujícího jako Hangonit. Jedná se o first person adventuru. Vyšla 31. srpna 2015. Získala ocenění Česká hra roku 2015 v kategorii Umělecký přínos české herní tvorbě. Byla nominována v anketě Ceny hráčů 2015 v kategorii Česko-Slovenská hra roku.

## Hratelnost
Hlavní postava usne při sledování hvězd a ocitne se ve světě mezi sny a vzpomínkami. Hráč se musí dostat přes 20 úrovní, přičemž musí využít své schopnosti „zapomenout“ – různé elementy prostředí se mění v momentě, kdy odvrátí zrak, či se od nich vzdálí.